# Charles Amberg
Pour les articles homonymes, voir Amberg (homonymie).
Charles Amberg, nom d'artiste de Karl Amberg (né le 8 décembre 1894 à Kessenich, mort le 15 août 1946 à Berlin) est un librettiste, auteur et compositeur allemand.

## Biographie
Son père, maçon, meurt en 1915 et sa mère en 1916 ; il est le dernier des quatre enfants de ces parents catholiques. Amberg s'installe à Berlin après la Première Guerre mondiale. Il écrit des textes d'opérette et des paroles de chansons de schlager. L'une de ses plus importantes réussites est le livret de l'opérette Clivia de Nico Dostal. Dans les années 1920, il écrit des textes pour les revues de Herman Haller. Amberg collabore avec Fred Raymond pour des revues et du schlager. Beaucoup de ses paroles de schlager sont interprétées par des artistes tels que Hans Albers ou les Comedian Harmonists.
Il y a désaccord sur l'internement d'Amberg dans le camp de concentration de Neuengamme pendant la Seconde Guerre mondiale. Erwin Geschonneck mentionne Amberg comme codétenu dans le camp et décrit Amberg dans son livre Meine restuelen Jahre comme un compositeur juif de Vienne, ce que les administrateurs de l'héritage d'Amberg nient. Le Lied vom alten Eisenbahner est interprétée pour la première fois par Erwin Geschonneck lors d'une fête de Noël dans le camp en 1944, mais elle ne peut pas être clairement attribuée à Charles Amberg.
Charles Amberg meurt d'un lymphome de Hodgkin en août 1946 à l'hôpital franciscain de Berlin (de) de Berlin-Tiergarten. La tombe, avec sa femme Friederike Elfriede Rohne qu'il épousa en 1920, se trouvait au Waldfriedhof Heerstraße à Berlin-Westend jusqu'en septembre 1984. En octobre 1984, la concession funéraire fut expirée.